# 福特GPA兩棲吉普車
福特GPA兩棲吉普車是由美國福特車廠研發的兩棲車輛，GPA即是"General Purpose　Amphibious"的縮寫，它又名SEEP，意即"Seagoing Jeep"

## 簡介
福特GPA是以威利吉普車作基礎而開發的，在吉普車的基本結構上加上一個船形車身和防水設備，也因此它和吉普車一樣在陸上是四輪驅動，而當它要下水則把發動機輸出動力改為推動在車身的後方的螺旋槳，但試航證明福特GPA由於乾舷低故只適合在河流上行駛而不適合在海上，所以，在二戰時通過租借法案軍援蘇聯，蘇聯人對此車喜愛有加還在二戰後仿製成GAZ-46兩棲人員車。

## 基本資料
- 車長：4.62公尺
- 車闊：1.63公尺
- 車高：1.75公尺
- 重量：1,110公斤
- 最快陸上速度：95公里/小時
- 最快水上速度：8.6公里/小時
- 發動機：水冷式汽油發動機(60匹馬力)

## 使用國家
- 美国
- 苏联

## 電玩遊戲
<Enlisted>
<Enlisted>